# František Cejnar
František Cejnar (1895-1948) was een Tsjechoslowaakse voetbalscheidsrechter.
Hij was scheidsrechter in de Tsjechoslowaakse competitie in de jaren 1925-1935. In totaal leidde hij 22 competitieduels.
Ook was hij scheidsrechter in de finale van het amateurkampioenschap van Tsjecho-Slowakije in 1932.
Internationaal was hij scheidsrechter gedurende de jaren 1923-1934 waarin hij 17 internationale wedstrijden leidde, waaronder wefstrijden tijdens de  Internationaal was hij actief tijdens het Wereldkampioenschap voetbal 1934 (kwalificatie). Op 15 augustus 1923 leidde hij een interland tussen Oostenrijk en Finland.
In de Central European Cup leidde hij 7 wedstrijden waaronder de finale in 1932.
Sinds 1912 is hij lid van de Tsjechische voetbalscheidsrechtersraad en ook redacteur van het vakblad Football Judge sinds 1919.